# Colle Larissa
Il Colle Larissa (in (FR)  Col Laris - 2.584 m s.l.m.) è un valico alpino che collega il Piemonte con la Valle d'Aosta.

## Caratteristiche
Dal versante valdostano il colle è posto lateralmente alla valle di Champorcher mentre dal versante piemontese è posto in una delle testate della val Soana e particolarmente la diramazione che sale a Piamprato (frazione di Valprato Soana).

## Accesso al colle

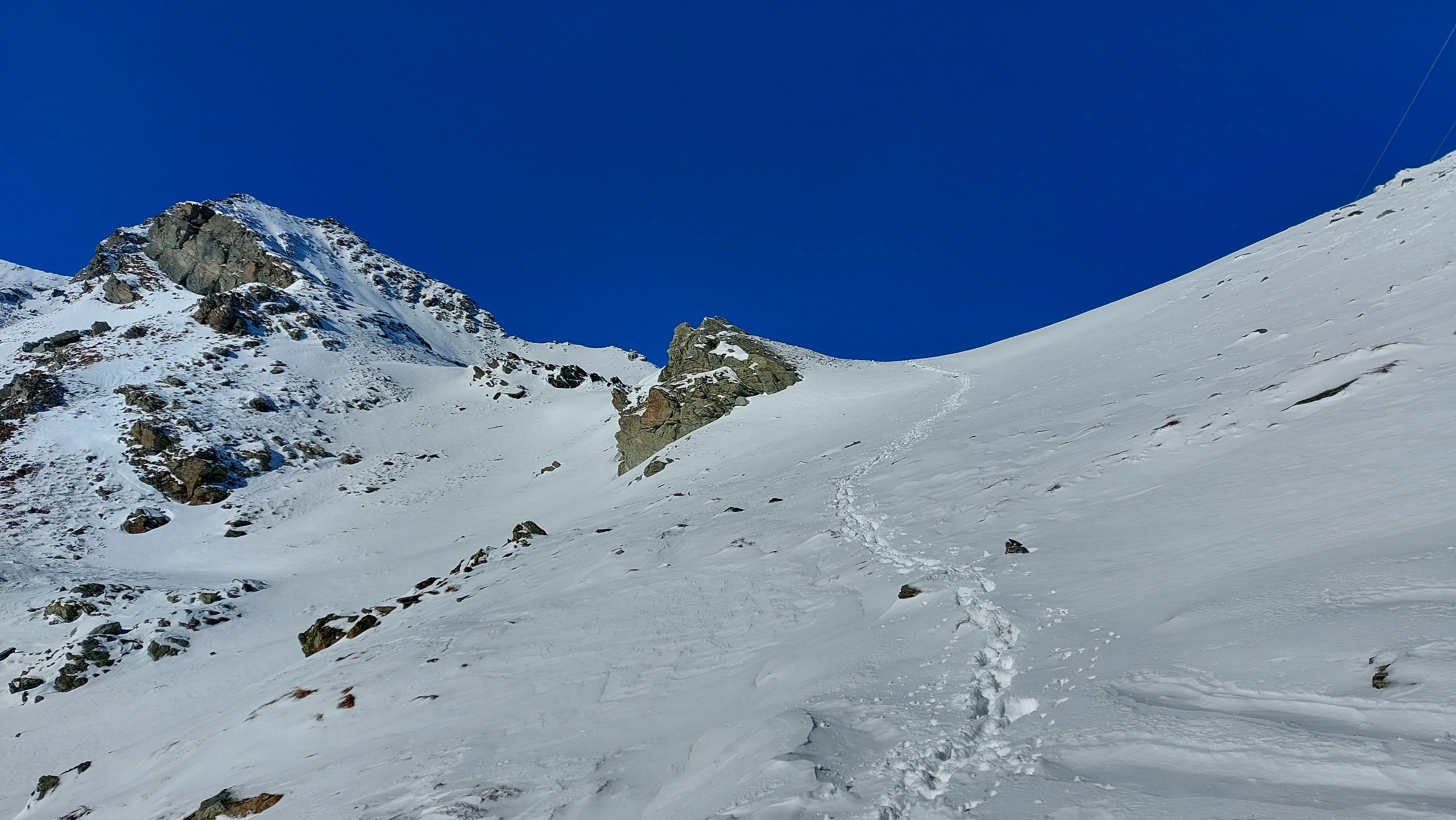
Il colle visto dal versante verso la val Soana.

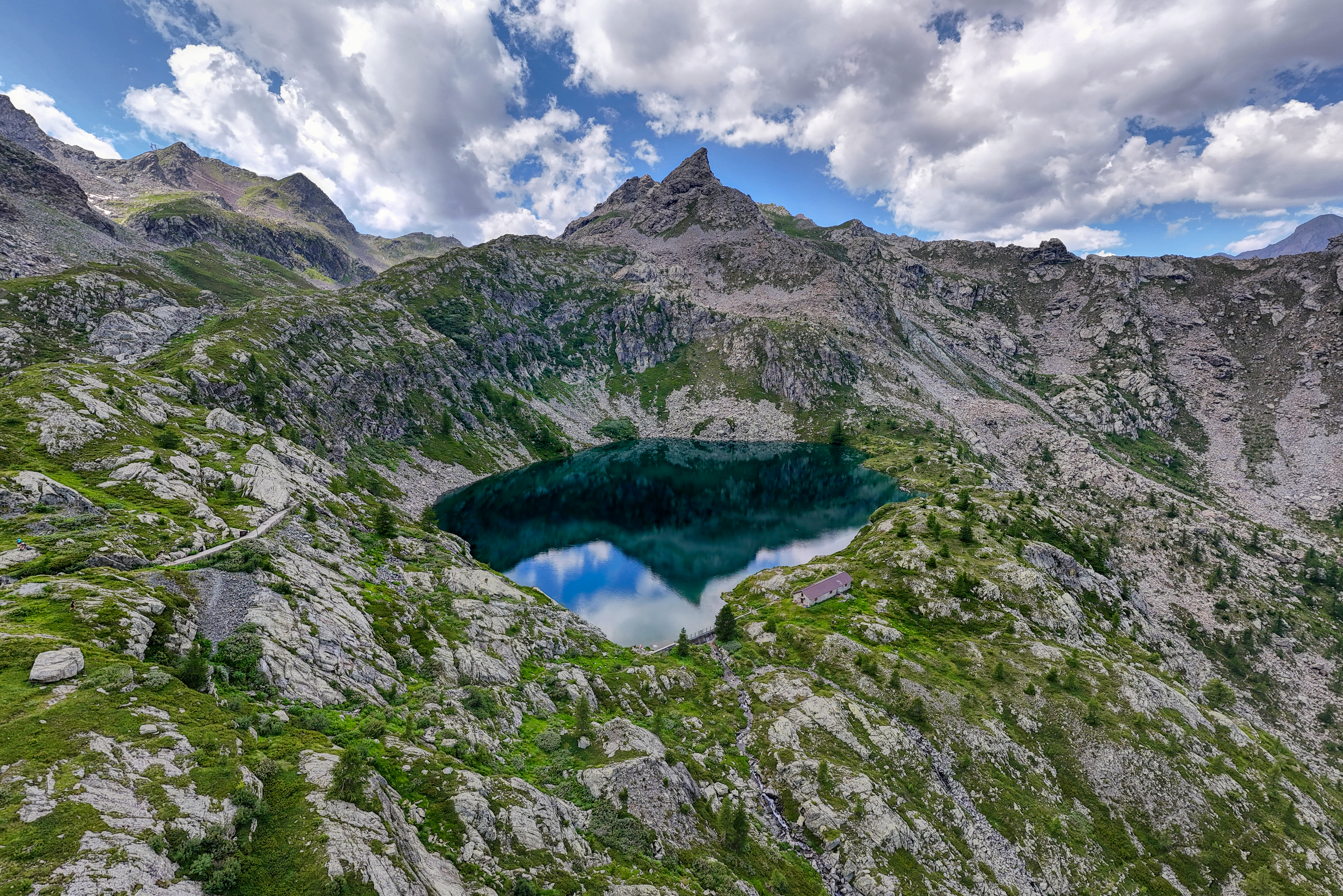
Il Lago di Vercoche sotto il Colle Larissa
.

È possibile salire al colle partendo da Piamprato. Dalla frazione si segue prima la strada sterrata che porta ad impianti di risalita e al rifugio Rosa dei Banchi (1.874 m). Si continua poi per sentiero inoltrandosi nel vallone solcato dal Rio dela Reale ed arrivati nei pressi del lago La Reale si sale direttamente al colle.